# Megazone 23
Megazone 23 (メガゾーン23, Megazōn Tsū Surī) est un anime japonais réalisé par Noboru Ishiguro, Ichirō Itano, Kenichi Yatagai et Shinji Aramaki et diffusé sous la forme de trois OAV le 9 mars 1985. Il est inspiré de l’univers Macross, et demeure principalement connu pour être l’un des premiers OAV à succès et l’un des premiers animes cyberpunk de l'animation japonaise.

## Synopsis

### Première partie
Yahagi Shōgo est un adolescent désœuvré et coureur de jupons qui, par hasard, entre en possession d’une étrange moto lourdement armée nommée Garland, et qui est de plus recherchée avec acharnement par la police. C’est en tentant de lui échapper que Shōgo tombe sur Bahamut, un ordinateur qui lui apprend la terrible vérité sur le monde qui l’entoure : l’endroit où il vit n’est qu’une réalité virtuelle, une reproduction de Tōkyō stationnant en orbite dans un gigantesque satellite (Megazone), l’humanité ayant disparu d’une Terre dévastée il y a cinq cents ans. Et le plus important : l’arme responsable de la désertification de la Terre n’a pas disparu, loin de là.

### Deuxième partie
Au sein de la cité en orbite, une dictature militaire a été mise en place par le colonel B. D. dans le but de se défendre contre l’arme responsable de la destruction de la Terre cinq cents ans auparavant. Shōgo et sa petite amie Yui ont quant à eux trouvé refuge au sein d’un gang de bikers. Avec l’aide de l’intelligence artificielle Eve, ils vont affronter le colonel afin de montrer que l’humanité est apte à recoloniser la terre.

### Troisième partie
La troisième partie de l’OAV se découpe en fait en deux épisodes intitulés Le Réveil d'Eve et Le Jour de la libération. Cinq cents ans ont passé depuis les évènements des deux premières parties, lorsque Shōgo ramena la vie et Bahamut sur terre ; l’humanité s’est depuis confinée dans la cité d’Eden contrôlée par une intelligence artificielle : Bishop Won Dai. Eiji Takanaka, un hacker de génie, se voit confier une mission par un groupe mystérieux nommé EX Corp. Mais il va rapidement découvrir Eve, l’intelligence artificielle de Megazone, et une lutte qui le dépasse pour le devenir d’Eden.

## Commentaire

### Personnages principaux
Shōgo Yahagi (矢作 省吾)
Shōgo est un adolescent dragueur et fan de moto qui ne fait pas grand cas de la loi ; il subvient à ses besoins en travaillant chez McDonald's. Au début de la série, il va faire connaissance avec Yui qui tombera amoureuse de lui. Cependant, sa vie prend un tournant radical lorsqu’il découvre presque par erreur la vérité sur Megazone et le monde.
Il est au centre des deux premiers épisodes (dans le second, il rejoindra un gang de bikers nommé Trash).
Yui Takanaka (高中 由唯)
Yui est une danseuse qui vit en colocation avec deux filles nommées Mai Yumekano et Tomomi Murashita (elles n’apparaîtront cependant pas dans l’épisode deux, Mai disparaissant après le meurtre de Tomomi). Au début de la série, elle tombera amoureuse de Shōgo et adhérera ensuite au même gang de bikers que lui.
Eiji Takanaka (エイジ・タカナカ)
Il s’agit du personnage principal de la partie 3. C’est un ancien hacker fan de jeux vidéo et de moto. Au début de la série, il sera recruté par le gouvernement pour traquer les cybercriminels.
Eve Tokimatsuri (時祭 イヴ, Tokimatsuri Ivu)
Après que la Terre a été ravagée, cette intelligence artificielle a été conçue pour diriger le gigantesque vaisseau Megazone, où les survivants de la Terre pourraient se réfugier (son nom vient d’une des personnes ayant construit le satellite). Au début de la série cependant, elle semble avoir développé une conscience de soi et est une idole populaire au sein de la cité. Puis elle prendra contact avec Shōgo pour lui révéler la vérité sur la cité et le guider dans la lutte contre le colonel B. D.
Dans le troisième épisode, l’Eve originale est ramenée à la vie par Eiji Takanaka et l’aidera à protéger l’humanité d’une nouvelle destruction.
Colonel B. D. (ビー・ディー)
Il s’agit du militaire qui prendra le pouvoir par la force dans Megazone.

### Production et développement des OVA au Japon
À l’origine, Megazone 23 devait être diffusé à la télévision, mais un malentendu financier permit l’exploitation sous la forme d’OVA (original video animation, terme désignant des anime conçus pour être exploités directement sur support vidéo, là où la majorité des séries sont réalisées pour la télévision ou le cinéma). Le premier OAV officiellement reconnu au Japon est Dallos de Mamoru Oshii, sorti en 1983. Pourtant, Megazone 23 est quant à lui le premier OAV à être réellement un grand succès populaire, démontrant par la même que le format était économiquement viable. Il est intéressant de constater que ce choix de diffusion a pu influer sur le scénario : en effet, celui-ci arbore un ton plus adulte que la télévision, notamment à travers la violence et le sexe.
À l’origine, seul un épisode était prévu et c’est le succès inattendu qui poussa à réaliser les deux suites. Cela explique en partie les grandes différences avec l’épisode premier : le second adopte en effet un trait plus réaliste, et le troisième est une suite qui se déroule cinq cents ans après.

### Inspirations: deMacrossau cyberpunk
Megazone 23 est fortement inspiré de l’univers de Macross – le responsable du character design Haruhiko Mikimoto est d’ailleurs le même, rendant les dessins assez proches dans le premier épisode. Cela se ressent notamment dans les thèmes développés sur les relations humaines. Tout comme Macross, Megazone 23 inclut divers éléments mecha tel que Garland.
Cet OAV est considéré comme l’un des premiers anime cyberpunk du Japon. Il en présente en effet la plupart des caractéristiques : un monde de science-fiction post-apocalyptique et technologiquement avancé ainsi qu’une thématique sur l’existence et la réalité ; Megazone n’est qu’une réalité artificielle : les gens croient vivre à Tōkyō alors qu’ils sont dans l’espace,. Dans Megazone 23, l’homme doit être rééduqué afin que les erreurs jadis inhérentes à sa nature ne se reproduisent plus. Enfin, la conscience des intelligences artificielles est aussi un sujet important dans le cyberpunk.